# Середкевичівська сільська рада
Середкевичівська сільська рада — колишній орган місцевого самоврядування у Яворівському районі Львівської області. Адміністративний центр — село Середкевичі.

## Загальні відомості
Середкевичівська сільська рада утворена в 1939 році. 
05.02.1965 Указом Президії Верховної Ради Української РСР передано Середкевичівську сільраду Нестеровського району до складу Яворівського району.
Водоймища на території, підпорядкованій даній раді: річка Мощанка, озеро Висіч-1, озеро Висіч-2.

## Населені пункти
Сільській раді підпорядковані населені пункти:
- с. Середкевичі
- с. Висіч
- с. Зарубани
- с. Принада

## Склад ради
Рада складається з 16 депутатів та голови.

### Керівний склад попередніх скликань
| ПІБ                            | Основні відомості                                                 | Дата обрання | Дата звільнення |
| ------------------------------ | ----------------------------------------------------------------- | ------------ | --------------- |
| Шміло Іван Григорович          | Сільський голова, 1959 року народження, безпартійний              | 26.03.2006   | 31.10.2010      |
| Смолинець Михайло Мирославович | Сільський голова, 1980 року народження, освіта вища, безпартійний | 31.10.2010   |                 |

Примітка: таблиця складена за даними джерела